# Ordre de la Couronne royale
Pour les articles homonymes, voir Ordre de la Couronne.
 (mai 2024).
Améliorez-le ou discutez des points à vérifier. 
L’ordre de la Couronne royale aurait été un ordre honorifique institué par Charlemagne, en 802, pour récompenser les Frisons qui avaient combattu les Saxons à ses côtés. 
Les chevaliers auraient porté sur leur vêtement une couronne royale en broderie d’or.
Sa devise aurait été « Coronabitur legitime certans. » (« Il sera couronné car il combat bien »).
L'existence d'un tel ordre est très fortement douteuse.

### Sources
- Palliot, La Vraye et Parfaite Science des Armoiries, 1660